# استدلال
استدلال (به انگلیسی: Argument) که گاهی با نام‌های گواه‌آوری، دلیل‌آوری، یا برهان نیز شناخته می‌شود، فرآیندی منطقی است که در آن مجموعه‌ای از گزاره‌ها، به نام «مقدمات»، به منظور پشتیبانی از گزاره‌ای دیگر، به نام «نتیجه»، ارائه می‌شوند. هدف اصلی استدلال، قانع‌کردن مخاطب یا اثبات صحت یک ادعا از طریق ارائه دلایل محکم است. استدلال‌ورزی جزء اساسی تفکر انتقادی، فلسفه، علم، حقوق و ارتباطات روزمره به شمار می‌رود.

## ریشه‌شناسی و مفاهیم مرتبط
واژه "استدلال" در فارسی از ریشه "دلالت" به معنای راهنمایی کردن یا نشان دادن می‌آید و به معنای "طلب دلیل" یا "دلیل آوردن" است. در زبان انگلیسی، "Argument" از ریشه لاتین "arguere" به معنای "روشن ساختن" یا "اثبات کردن" گرفته شده است.
"گواه‌آوری" نیز به معنای ارائه شواهد و دلایل برای اثبات یک ادعا است. اصطلاحات دیگری مانند "برهان" که بیشتر در منطق و فلسفه اسلامی کاربرد دارد، به نوع خاصی از استدلال اشاره دارد که به قطعیت و یقین منجر می‌شود.

## ساختار استدلال
یک استدلال از دو بخش اصلی تشکیل شده است:

### مقدمات (Premises)
مقدمات، گزاره‌هایی هستند که به عنوان دلایل، شواهد، یا اطلاعات حمایتی برای نتیجه ارائه می‌شوند. مقدمات باید معتبر، قابل قبول، و مرتبط با نتیجه باشند تا بتوانند به درستی آن را پشتیبانی کنند. در یک استدلال ممکن است یک یا چند مقدمه وجود داشته باشد.

### نتیجه (Conclusion)
نتیجه، گزاره‌ای است که توسط مقدمات پشتیبانی می‌شود. نتیجه، ادعایی است که استدلال‌کننده می‌خواهد آن را اثبات یا قانع‌کننده نشان دهد.
به عنوان مثال:
- مقدمه ۱: همه انسان‌ها فانی هستند.
- مقدمه ۲: سقراط یک انسان است.
- نتیجه: بنابراین، سقراط فانی است.[۱۰]

## انواع استدلال
استدلال‌ها را می‌توان بر اساس نحوه پشتیبانی مقدمات از نتیجه به دو دسته اصلی تقسیم کرد:

### استدلال قیاسی (Deductive Argument)
در استدلال قیاسی، اگر مقدمات صحیح باشند، نتیجه باید لزوماً صحیح باشد. در این نوع استدلال، رابطه بین مقدمات و نتیجه به گونه‌ای است که اگر مقدمات پذیرفته شوند، امکان نادرست بودن نتیجه وجود ندارد. استدلال قیاسی بر پایه قطعیت بنا شده و اغلب از کلی به جزئی حرکت می‌کند.
- مثال:

```
   * 
مقدمه ۱:
 تمام مربع‌ها چهار ضلع دارند.
   * 
مقدمه ۲:
 شکل X یک مربع است.
   * 
نتیجه:
 بنابراین، شکل X چهار ضلع دارد.
[
۱۲
]
```

### استدلال استقرایی (Inductive Argument)
در استدلال استقرایی، مقدمات تنها احتمال صحیح بودن نتیجه را افزایش می‌دهند، اما آن را تضمین نمی‌کنند. حتی اگر مقدمات صحیح باشند، احتمال دارد که نتیجه نادرست باشد. استدلال استقرایی اغلب از جزئی به کلی حرکت می‌کند و مبنای تفکر علمی و تجربی است.
- مثال:

```
   * 
مقدمه ۱:
 هر قو که تا به حال دیده‌ام، سفید بوده است.
   * 
نتیجه:
 بنابراین، تمام قوها سفید هستند.
[
۱۴
]
 (این نتیجه ممکن است با مشاهده یک قوی سیاه رد شود).
```

## اعتبار و صحت استدلال
در ارزیابی استدلال‌ها، دو مفهوم مهم مطرح می‌شود:

### اعتبار (Validity)
اعتبار، به ساختار منطقی یک استدلال قیاسی اشاره دارد. یک استدلال قیاسی معتبر است اگر و فقط اگر، فرض صحیح بودن مقدمات آن، به طور منطقی مستلزم صحیح بودن نتیجه باشد. اعتبار به محتوای مقدمات کاری ندارد، بلکه به رابطه منطقی بین مقدمات و نتیجه می‌پردازد.
- مثال استدلال معتبر با مقدمات نادرست:

```
   * 
مقدمه ۱:
 همه ماهی‌ها پرواز می‌کنند. (نادرست)
   * 
مقدمه ۲:
 کوسه‌ماهی یک ماهی است. (صحیح)
   * 
نتیجه:
 بنابراین، کوسه‌ماهی پرواز می‌کند. (نادرست، اما استدلال معتبر است زیرا ساختار منطقی آن صحیح است).
```

### صحت (Soundness)
صحت (Soundness) در استدلال قیاسی زمانی اتفاق می‌افتد که استدلال هم معتبر باشد و هم تمام مقدمات آن در واقعیت صحیح باشند. یک استدلال صحیح، لزوماً نتیجه‌ای صحیح خواهد داشت.
- مثال استدلال صحیح:

```
   * 
مقدمه ۱:
 همه پستانداران خونگرم هستند. (صحیح)
   * 
مقدمه ۲:
 فیل یک پستاندار است. (صحیح)
   * 
نتیجه:
 بنابراین، فیل خونگرم است. (صحیح و استدلال صحیح است).
```

## نقش استدلال در حوزه‌های مختلف

### فلسفه و منطق
استدلال هسته اصلی فلسفه و منطق را تشکیل می‌دهد. منطق به مطالعه قواعد استدلال صحیح و بررسی ساختار استدلال‌ها می‌پردازد. فلاسفه از استدلال برای اثبات یا رد نظریه‌ها، تبیین مفاهیم، و حل مسائل فلسفی استفاده می‌کنند.

### علم
در علم، استدلال استقرایی برای فرمول‌بندی فرضیه‌ها و نظریه‌ها بر اساس مشاهدات و داده‌های تجربی به کار می‌رود. استدلال قیاسی نیز برای استخراج پیش‌بینی‌ها از نظریه‌ها و طراحی آزمایش‌ها مورد استفاده قرار می‌گیرد.

### حقوق
در نظام حقوقی، وکلا و قضات برای اثبات دعوا، ارائه دفاع، و صدور رأی به شدت به استدلال تکیه می‌کنند. استدلال‌های حقوقی شامل تفسیر قوانین، ارزیابی شواهد، و اعمال اصول حقوقی به موارد خاص هستند.

### ارتباطات و بلاغت
در ارتباطات روزمره، متقاعدسازی و بلاغت، استدلال نقش حیاتی دارد. افراد از استدلال برای حمایت از نظرات خود، تأثیرگذاری بر دیگران، و حل و فصل اختلافات استفاده می‌کنند. توانایی استدلال مؤثر، مهارتی کلیدی در زندگی شخصی و حرفه‌ای است.

## مغالطات
مغالطه، استدلالی است که به نظر می‌رسد معتبر یا صحیح باشد، اما در واقع دارای اشکال منطقی یا خطای استدلالی است. شناسایی مغالطات برای ارزیابی انتقادی استدلال‌ها و جلوگیری از فریب خوردن ضروری است. مغالطات می‌توانند عمدی (برای فریب) یا غیرعمدی (ناشی از اشتباه در تفکر) باشند.
مغالطات رایج شامل:
- مغالطه حمله شخصی (Ad Hominem): حمله به شخص به جای استدلال او.[۲۲]
- مغالطه توسل به اکثریت (Ad Populum): نتیجه‌گیری بر اساس محبوبیت یک ایده.[۲۳]

- مغالطه شیب لغزنده (Slippery Slope): ادعا که یک عمل کوچک منجر به یک سری نتایج فاجعه‌بار خواهد شد.[۲۴]
- مغالطه تعمیم شتاب‌زده (Hasty Generalization): نتیجه‌گیری کلی از نمونه‌های بسیار کم یا غیرنماینده.[۲۵]